# イオンモール八幡東
イオンモール八幡東（イオンモールやはたひがし）は、福岡県北九州市八幡東区に、イオンモール株式会社が開発・運営を行っているショッピングセンターである。
2011年（平成23年）11月21日、イオン八幡東ショッピングセンターから現名称に変更した。この項目では、隣接するスペースワールド跡地にオープンした、イオンモールが手がけるアウトレットモール、THE OUTLETS KITAKYUSHU（ジ・アウトレット キタキュウシュウ）についても記述する。

## 概要

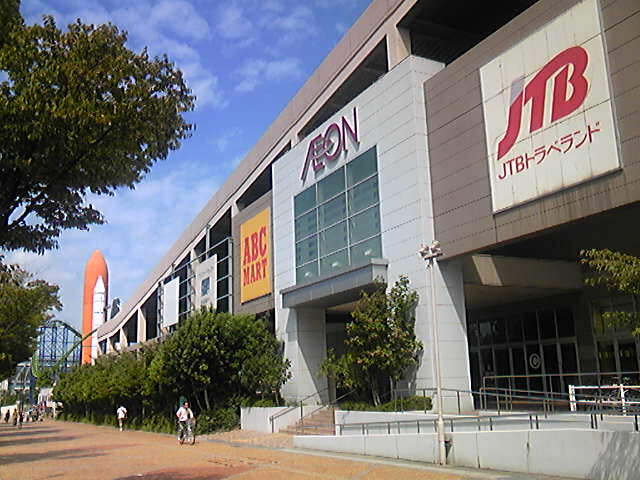
博物館側出入口

2006年（平成18年）11月22日開業。新日鉄都市開発（新日鉄興和不動産を経て、現・日鉄興和不動産）及び北九州市が新日本製鐵（現・日本製鉄）八幡製鐵所の遊休地（2001年（平成13年）に北九州博覧祭2001開催）を市街地整備した「八幡東田総合開発」のタウンセンター地区に位置する。事業主体は新日鉄都市開発。イオン八幡東店（イオン九州）を核店舗に、148の専門店が並ぶ。イオン株式会社が九州で初めて設置したショッピングセンターであり、イオン（旧・ジャスコ）が核テナントのショッピングセンターは、イオン九州株式会社が設置しているイオン若松ショッピングセンターに次ぎ、北九州市内で2店舗目である。
2011年（平成23年）3月1日に、メインテナントの名称を「ジャスコ八幡東店」から「イオン八幡東店」に改称した。
2013年（平成25年）に入ってから開業以来初となる約2ヶ月半にも及ぶ長期の改装工事が行われ、テナントの入れ替え（38店舗を新たに入居）、イオン銀行やイオン保険サービスで構成される「暮らしのマネープラザ」の新設、「WAONチャージャー」の増設に加え、モール全体のエネルギー使用量を予測・把握する「スマートBEMS」の導入による見える化、ソーラーパネルの設置などを行い、「北九州スマートコミュニティ創造事業」に参画することで、まちぐるみの視点を取り入れた次世代型エコストア「スマートイオン」の1号店として、同年3月15日にリニューアルオープンした。
先述の通り、隣接するスペースワールド跡地に、「THE OUTLETS KITAKYUSHU」が2022年（令和4年）4月28日にオープンした。（詳細は後述）

## 主要テナント
核テナントのイオン八幡東店の他、以下の主要テナントがある。 
- 無印良品
- トイザらス・ベビーザらス
- 未来屋書店
- ダイソー
- エディオン
- 楽市楽座

## THE OUTLETS KITAKYUSHU
2020年（令和2年）2月19日、イオンモールは、2022年春を目標に、当初「（仮称）八幡東田プロジェクト」としていたイオンモール八幡東に隣接するスペースワールド跡地に同社のアウトレットモール業態である「THE OUTLETS」を出店する予定であることを発表、その後、2022年（令和4年）2月3日に正式名称を「THE OUTLETS KITAKYUSHU」として出店することを発表し、同年4月28日に開業した。THE OUTLETSとしては1号店の広島に次ぐ2店舗目だが、イオンモールとTHE OUTLETSが隣接するのは当施設が初となる（そのため、THE OUTLETSには核店舗が存在しない）。イオンモール八幡東と当施設との間は新設する連結ブリッジで行き来可能となる。

### 主要テナント
- ASOBLE

「楽市楽座」を運営するワイドレジャーによる、新業態のアミューズメントパーク。「遊べば遊ぶほど未来が良くなる場所」をコンセプトとした施設で、遊びを通じて未来を考えるきっかけとなる遊具を多数配置する。
- 北九州市科学館（スペースLABO）

日本初の子供のための科学館として開設された、旧八幡市立児童科学館「児童文化科学館」が移転・リニューアルオープンする、北九州市の施設。
- KITAKYUSHU GLOBAL GATEWAY

セイハネットワーク株式会社が運営する、英語で学ぶ体験型英語学習施設で、西日本エリア初。
- Gira Park HIGASHIDA

Jリーグ・ギラヴァンツ北九州が運営するフットサルコート。

## 交通アクセス

### JR
- 鹿児島本線 スペースワールド駅より徒歩約5分

### 路線バス
THE OUTLETS KITAKYUSHU内にバスターミナルがある。
1番のりば
- 西鉄バス北九州
  - 23：七条・三萩野・小倉駅バスセンター・砂津
  - 41：黒崎バスセンター・引野口・香月営業所
  - 56：大蔵・上重田

3番のりば
- 北九州市交通局（土休日のみ運行）
  - 若松区役所前・若松営業所
  - 古開本城団地・浅川学園台・第二浅川橋

4番のりば
- 皿倉登山鉄道
  - 皿倉山ケーブルカー山麓駅

このほか「枝光本町・ジ アウトレット北九州」「イオンモール八幡東」「東田本通」「いのちのたび博物館前」の各バス停も利用可能である。

## 周辺施設
- 日本製鉄八幡製鐵所
- ホームプラザ・ナフコ 八幡東店
- ベスト電器 八幡本店
- スポーツデポ スペースワールド駅前店
- 北九州市立いのちのたび博物館
- 北九州イノベーションギャラリー